# Estat d'Efimov

Una representació per ordinador de l'efecte quàntic predit per Efimov, que es diu que s'assembla a "ninots russos".

L'efecte Efimov és un efecte en la mecànica quàntica de sistemes de pocs cossos predit pel físic teòric rus Vitaly Efimov  el 1970. L'efecte d'Efimov és on interactuen tres bosons idèntics, amb la predicció d'una sèrie infinita de nivells d'energia excitats de tres cossos quan un estat de dos cossos es troba exactament al llindar de dissociació. Un corol·lari és que existeixen estats lligats (anomenats estats d'Efimov) de tres bosons encara que l'atracció de dues partícules sigui massa feble per permetre que dos bosons formin un parell. Un estat d'Efimov (de tres partícules), on els subsistemes (de dos cossos) no estan lligats, sovint es representa simbòlicament pels anells borromes. Això vol dir que si s'elimina una de les partícules, les dues restants es desfan. En aquest cas, l'estat d'Efimov també s'anomena estat borromeà.

## Teoria
Les interaccions de parelles entre tres bosons idèntics s'aproximaran a la "Ressonància (física de partícules)" a mesura que l'energia d'unió d'algun estat lligat a dos cossos s'acosta a zero, o, de manera equivalent, la longitud de dispersió de l'ona S de l'estat esdevé infinita. En aquest límit, Efimov va predir que l'espectre de tres cossos presenta una seqüència infinita d'estats lligats {\displaystyle N=0,1,2,\ldots } les longituds de dispersió de les quals {\displaystyle a_{N}} i energies d'unió {\displaystyle E_{N}} cadascun forma una progressió geomètrica
{\displaystyle {\begin{aligned}a_{N}&=a_{0}\lambda ^{N}\\E_{N}&=E_{0}\lambda ^{-2N}\end{aligned}}}on la proporció comuna
{\displaystyle \lambda =\mathrm {e} ^{\mathrm {\pi } /s_{0}}=22.69438\ldots }és una constant universal (OEIS OEIS : A242978 ).
Aquí
{\displaystyle s_{0}=1.0062378\ldots }
és l'ordre de la funció de Bessel modificada per ordre imaginari del segon tipus
{\displaystyle {\tilde {K}}_{s_{0}}(r/a)} que descriu la dependència radial de la funció d'ona. En virtut de les condicions de límit determinades per la ressonància, aquest és el valor positiu únic de {\displaystyle s} satisfer l'equació transcendental
{\displaystyle -s\cosh \left.{\tfrac {\mathrm {\pi } s}{2}}\right.+{\tfrac {8}{\sqrt {3}}}\sinh \left.{\tfrac {\mathrm {\pi } s}{6}}\right.=0.}La progressió geomètrica dels nivells d'energia dels estats d'Efimov és un exemple d'una simetria d'escala discreta emergent. Aquest fenomen, que presenta un cicle límit de grup de renormalització, està estretament relacionat amb la invariància d'escala de la
{\displaystyle 1/r^{2}} forma del potencial mecànic quàntic del sistema.

## Ús
Els estats d'Efimov són independents de la interacció física subjacent i, en principi, es poden observar en tots els sistemes de mecànica quàntica (és a dir, molecular, atòmica i nuclear). Els estats són molt especials per la seva naturalesa "no clàssica": la mida de cada estat d'Efimov de tres partícules és molt més gran que el rang de força entre els parells de partícules individuals. Això vol dir que l'estat és purament mecànic quàntic. Fenòmens similars s'observen en halo-nuclis de dos neutrons, com el liti-11; aquests s'anomenen nuclis borromes. (Els nuclis d'halo es podrien veure com estats especials d'Efimov, depenent de les definicions subtils).